# Bazeilles-sur-Othain

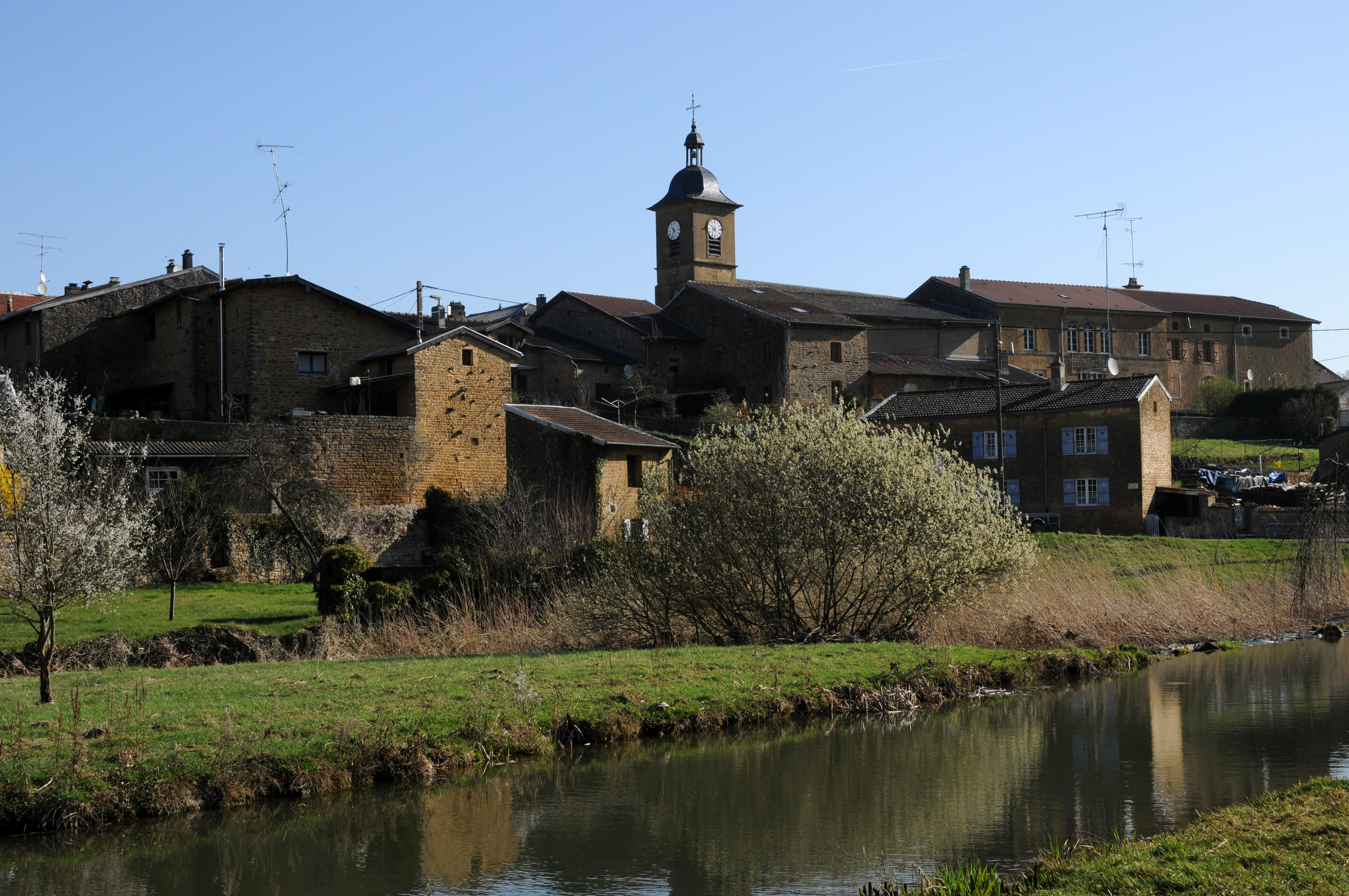

 Bazeilles-sur-Othain  là một xã thuộc tỉnh Meuse trong vùng Grand Est đông nam nước Pháp. Xã này nằm ở khu vực có độ cao trung bình 240 mét trên mực nước biển.
Sông Othain chảy theo hướng taay qua phía nam thị trấn.